# Bjarne Eltang
Bjarne Eltang (født 27. juli 1960 i Odense, Danmark, død 17. januar 2023) var en dansk tidligere roer og dobbelt verdensmester.
Eltang repræsenterede Danmark ved OL 1988 i Seoul, hvor han, sammen med Per Rasmussen deltog i discplinen dobbeltsculler. Danskerne nåede frem til finalen, hvor man dog sluttede på sidstepladsen, og endte dermed samlet som nr. 6 ud af 16 deltagende både.
Eltang vandt desuden hele to VM-guldmedaljer i letvægtssinglesculler, ved henholdsvis VM 1983 i Duisburg og VM 1984 i Nottingham.